# Hombre de Damendorf
El Hombre de Damendorf es un cuerpo antiguo descubierto en el año 1900 en el pantano cercano a la localidad de Damendorf en Schleswig-Holstein, Alemania.

## Hallazgo, exhibición y examen

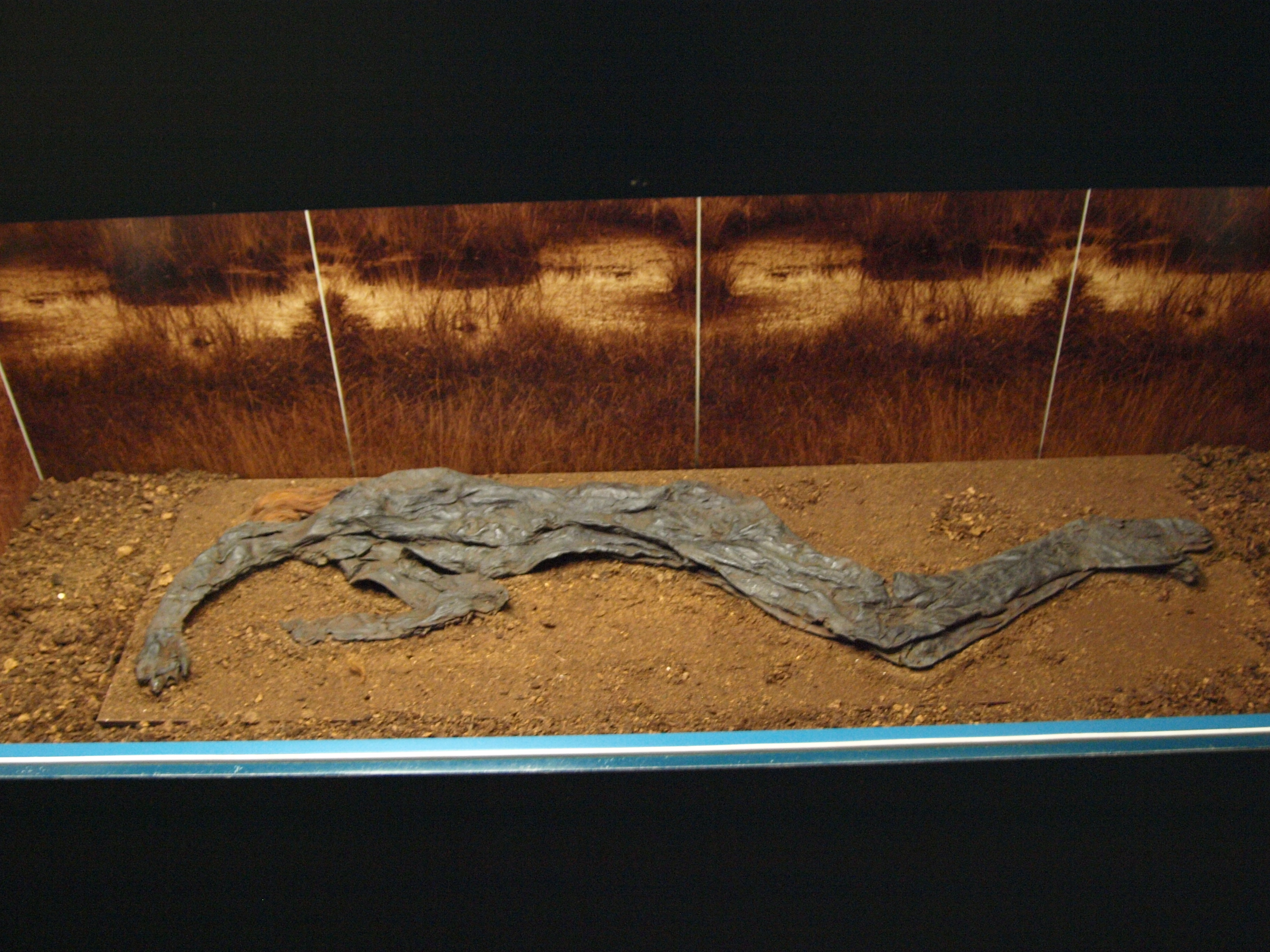
El hombre de Damendorf es conocido sobre todo por haber sido totalmente aplastado por el peso de la turba.

Los restos hallados por trabajadores de la turbera el 28 de mayo de 1900 fueron de inmediato reportados al Museo de Antigüedades de Kiel, a donde llegaron el 1 de junio. Permanecen en exhibición en el Archäologisches Landesmuseum. El profesor P.V. Glob escribió que el hombre murió hacia 300 d. C. Es un cuerpo del pantano único por el hecho de que el peso de la turba lo ha aplanado por completo. Solo su cabello, piel, uñas y su poca ropa se han preservado, junto con rastros de algunos huesos. Fue encontrado con un cinturón de cuero, zapatos, y un par de pantalones de lana. Yacía sobre el lado izquierdo, con la cabeza apoyada sobre el brazo doblado y con el brazo derecho extendido por encima, con las piernas juntas y las rodillas ligeramente flexionadas. Su cabello largo a los lados y corto en el centro, reveló altas concentraciones de mercurio y plomo, indicando que en vida trabajó procesando metales como oro y plata, cuya fusión emite estos elementos. La causa de muerte fue probablemente una puñalada claramente visible en el corazón, dada con un cuchillo.

## Otros hallazgos

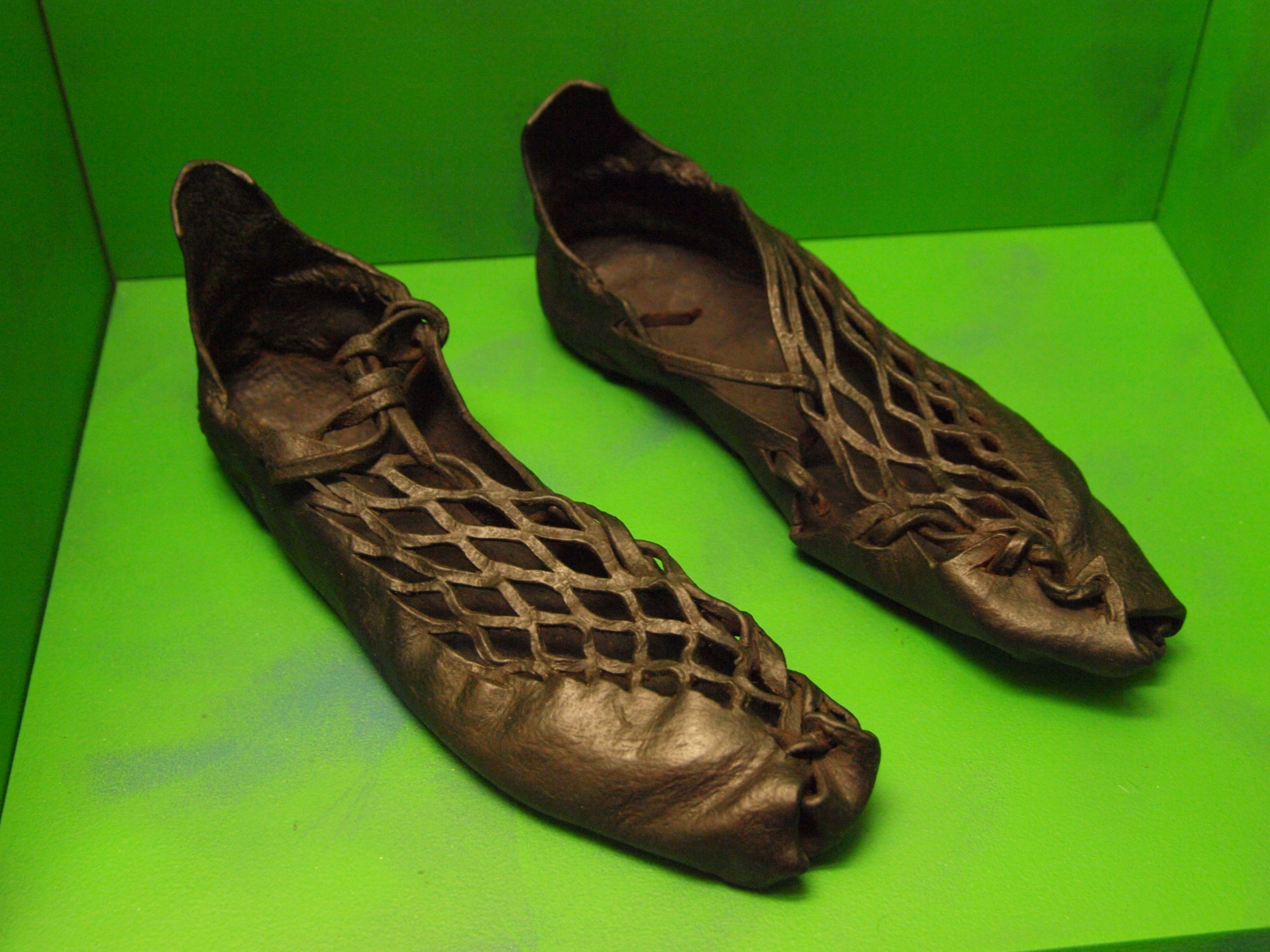
Zapatos de cuero del hombre de Damendorf.

Con anterioridad al descubrimiento del hombre de Damendorf, los restos de lo que se creyó una mujer fueron encontrados en 1884 en el mismo pantano. La ropa del cadáver era lo único que se había conservado. Un tercer cuerpo, el de una chica de catorce años, fue descubierto en 1934, datando de hacia 810 a. C.

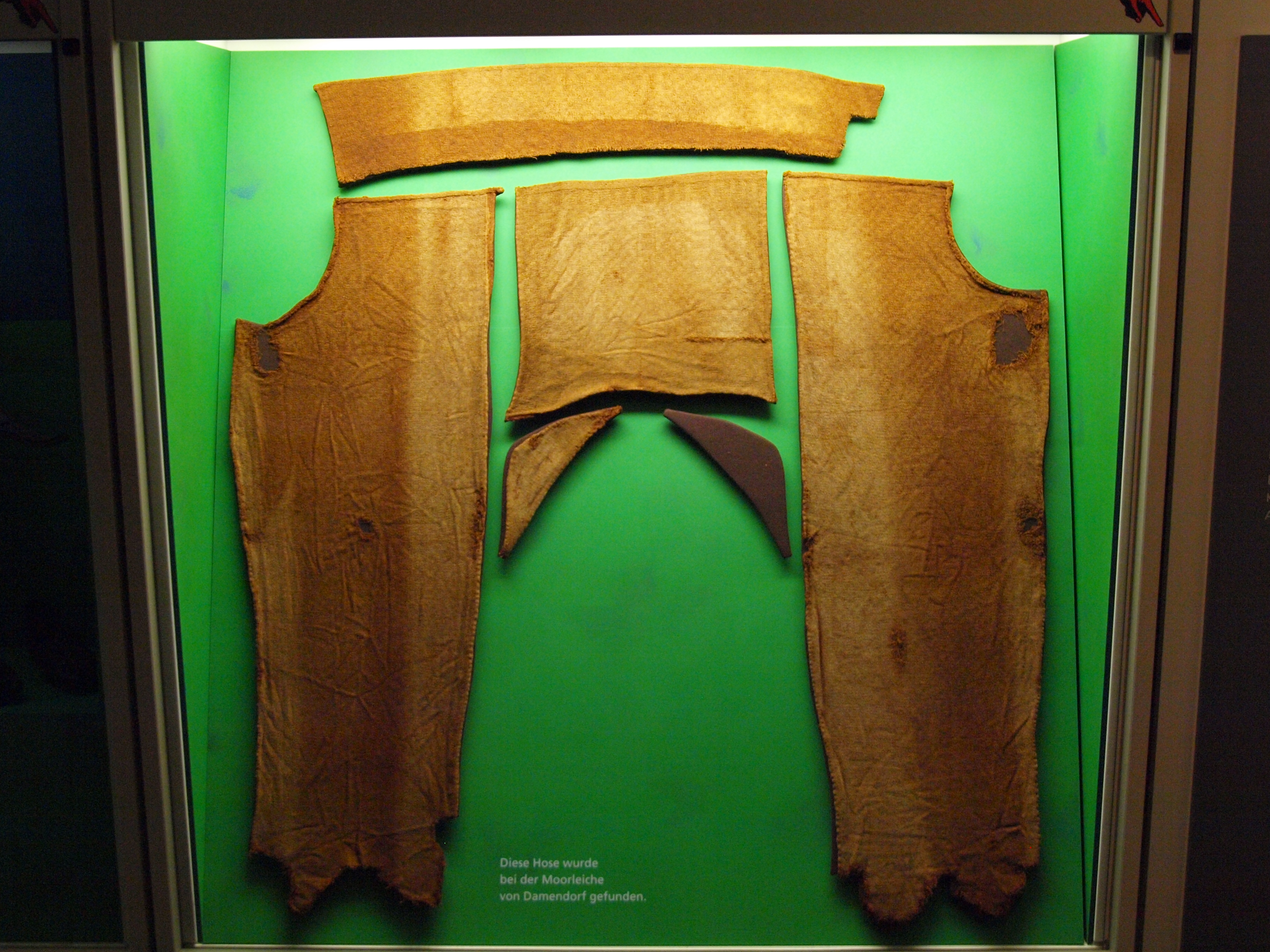
Partes de los pantalones de lana.
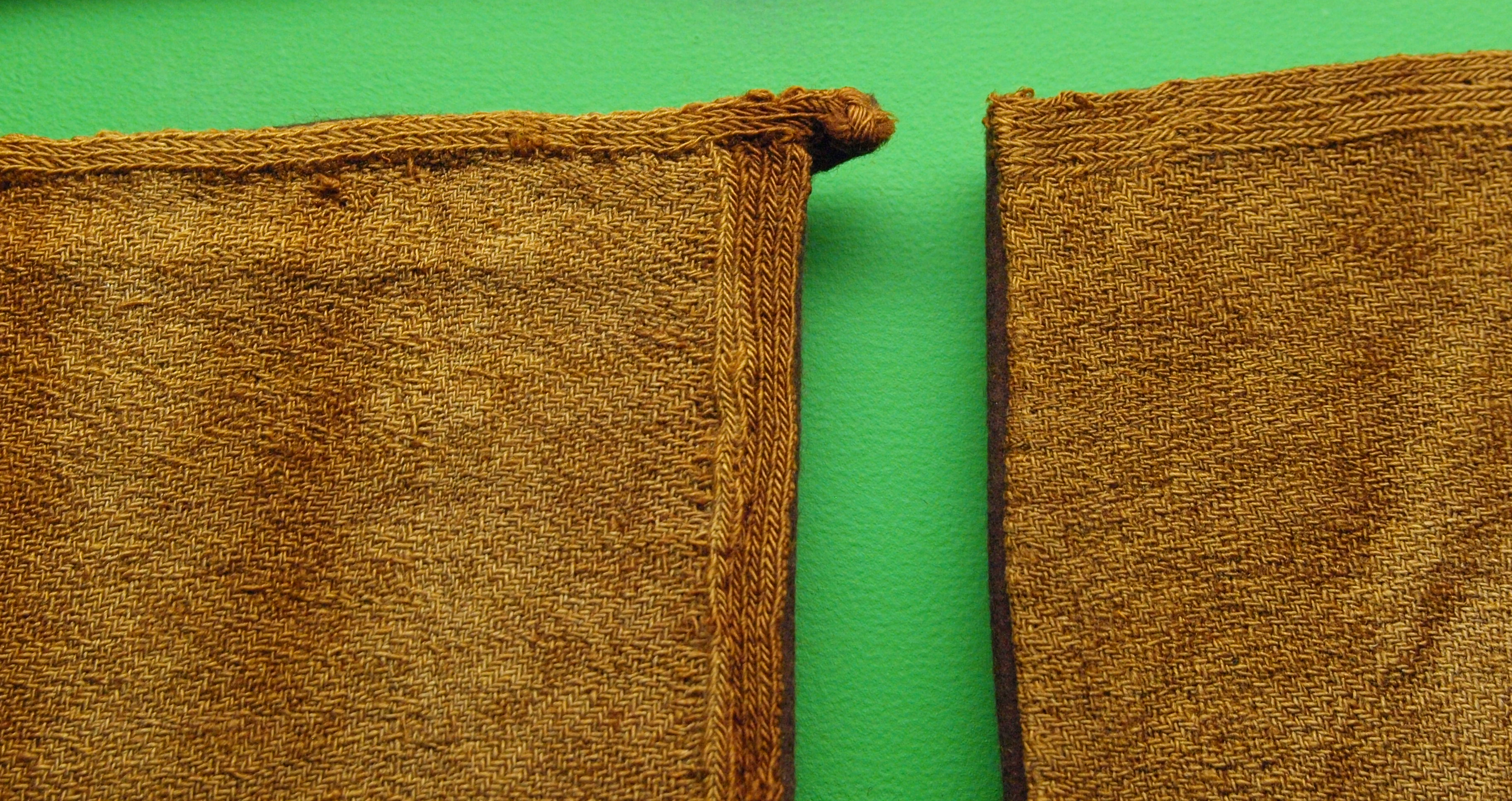
Bordes tejidos en tableta en los pantalones.
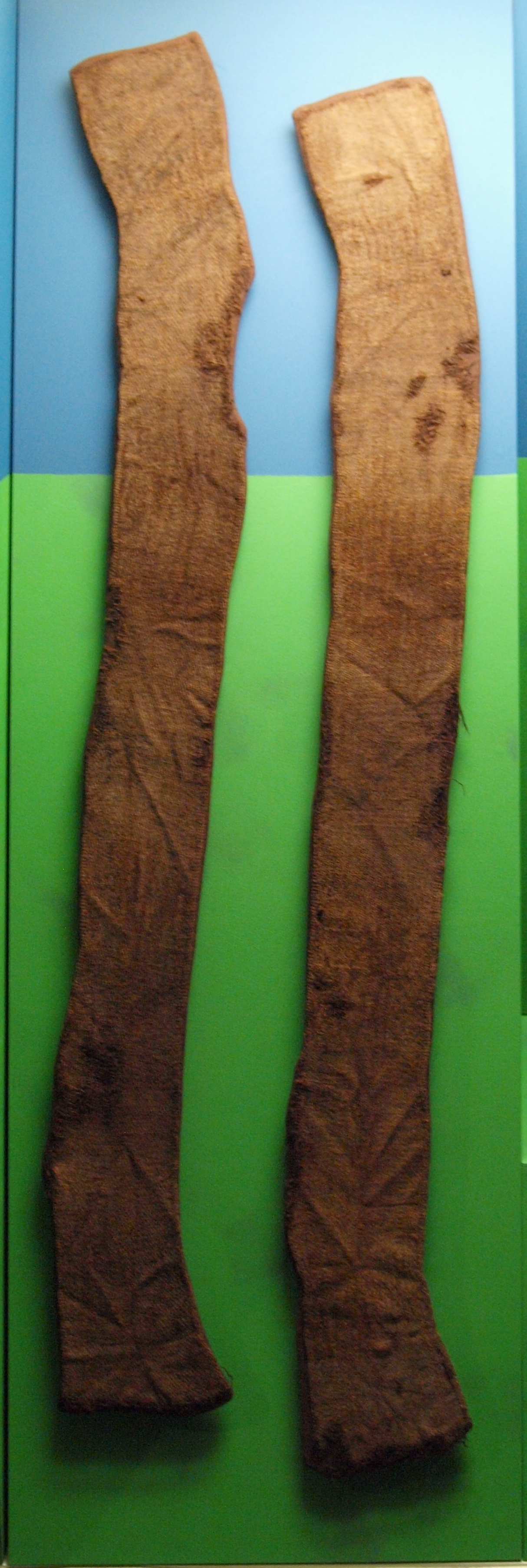
Polainas también de lana.